# ويلهلم ألبرت
ويلهلم ألبرت (بالألمانية: Wilhelm Albert)‏ هو مهندس ألماني، ولد في 8 سبتمبر 1898 في  في ألمانيا، وتوفي في 21 أبريل 1960 في Erndtebrück ‏ في ألمانيا.